# André Pavie
Joseph André Pavie est un avocat et homme politique français né le 21 septembre 1866 à Raismes, près de Valenciennes, et mort dans un accident de voiture près de Fréjus en mars 1929. Il est maire de La Baule-Escoublac de 1917 à 1925 et un des fondateurs de la station balnéaire.

## Biographie
André Pavie naît à Raismes le 21 septembre 1866. Il est le fils d’Alexis Pavie, avoué à la cour impériale de Paris, et de Dolomie Delanoüe, fondatrice en 1895 de l’institut Verneuil à La Baule-Escoublac.
Il est tout d’abord avocat à la cour d'appel de Paris, puis il devient vice-président de la société des Instituts marins et sous-directeur des services de cet établissement.
Il épouse en 1897 Geneviève Drevet, fille de l'architecte Jacques Drevet ; le cousin de celle-ci, l'architecte Charles Lenormand, dessine en 1904 les plans du « château Pavie », résidence du couple, aujourd’hui référencée dans le patrimoine de la région des Pays de la Loire.
En 1900, il devient « adjoint spécial la Baule » pour le conseil municipal de la cité.
Le 10 février 1902, la société anonyme de l’Hôtel Royal est créée, transformant l’institut Verneuil en hôtel de luxe et André Pavie prend la tête de la compagnie foncière qui débute le lotissement de la propriété.
André Pavie devient maire provisoire de La Baule-Escoublac le 8 juillet 1917, à la mort d’Édouard Trabaud. Il est ensuite élu le 10 octobre 1919 et demeure maire de la cité jusqu’en mai 1925. Georges Dommée dessine à sa demande la mairie d’Escoublac-la Baule en 1922.
André Pavie est le créateur en 1904 de La Navette, train de plage qui parcourt la voie du Trait d’Union entre le port du Pouliguen et le futur Hermitage.
Il meurt près de Fréjus dans un accident automobile en mars 1929.